# Märta Ekström
Märta Valborg Ekström, född 28 januari 1899 på Värmdö, död 23 januari 1952 i Stockholm, var en svensk skådespelare och sångerska.

## Biografi
Ekström studerade 1917–1921 vid Musikaliska akademien för att bli romanssångerska, men hon ändrade inriktning och inledde studier vid Dramatens elevskola 1921–1923. Efter studierna engagerades hon vid Dramaten 1923–1924, Svenska teatern 1924–1925, vid Vasateatern 1925–1926 och vid Komedi- och Konserthusteatern 1926–1927. Från 1927 var hon åter engagerad vid Dramaten.
Hon sångdebuterade på skiva 1927 och filmdebuterade 1925 och kom att medverka i åtta filmer. 
Bland hennes teaterroller märks Emilia i Othello, Margareta i Faust, Acacia i Mors rival, Ginevra i Vendetta, Sonja i Gas, Alvilde i Det stora barndopet, Germaine i Herr Lamberthier, samt fru Markurell i Markurells i Wadköping.
Hon var gift 1930–1934 med regissören Alf Sjöberg och 1937–1947 med skådespelaren Frank Sundström. Märta Ekström är begravd på Värmdö kyrkogård.

## Filmografi
- 1925 – Karl XII del II
- 1925 – Ingmarsarvet
- 1930 – Doktorns hemlighet
- 1930 – Vi två
- 1934 – Unga hjärtan
- 1937 – John Ericsson – segraren vid Hampton Roads
- 1943 – Katrina
- 1944 – Kejsarn av Portugallien

## Teater

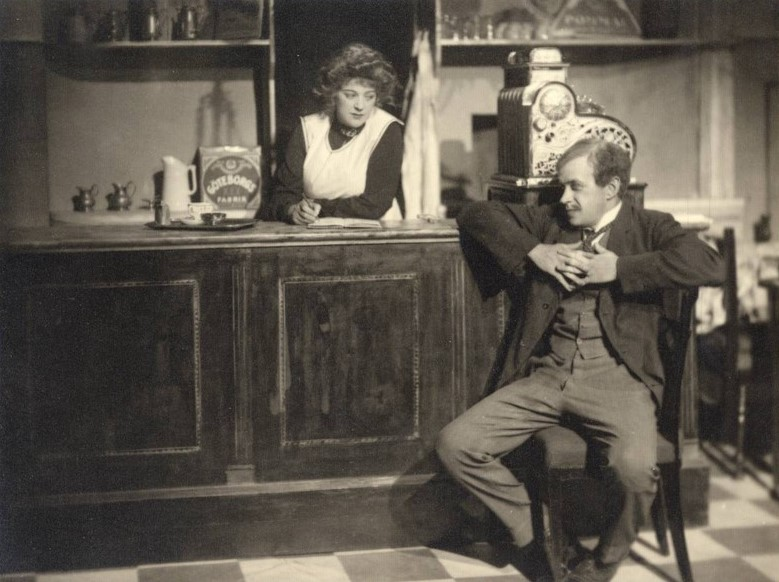
Märta Ekström och Anders Henrikson i Markurells i Wadköping på Dramaten, 1930.

### Roller (ej komplett)
| År   | Roll                            | Produktion                                                      | Regi              | Teater                     |
| ---- | ------------------------------- | --------------------------------------------------------------- | ----------------- | -------------------------- |
| 1921 | Förestånderskan                 | Elektra Hugo von Hofmannsthal                                   | Tor Hedberg       | Dramaten                   |
| 1922 | Fru Lebas                       | Den leende fru Madeleine André Obey och Denys Amiel             | Olof Molander     | Dramaten                   |
| 1922 | Sjuksköterskan                  | Den objudna gästen Maurice Maeterlinck                          | Olof Molander     | Dramaten                   |
| 1922 | Mrs Shenstone                   | Cirkeln W. Somerset Maugham                                     | Gustaf Linden     | Dramaten                   |
| 1922 | Miss Georg                      | Riddar Blåskäggs åttonde hustru Alfred Savoir                   | Olof Molander     | Dramaten                   |
| 1922 | Fru Desmignères                 | Äventyret Gaston Arman de Caillavet och Robert de Flers         | Karl Hedberg      | Dramaten                   |
| 1923 | Alice                           | Sköldpaddskammen Richard Kessler                                | Karl Hedberg      | Dramaten                   |
| 1924 |                                 | Lilla Busses bröllop Richard Kessler                            | Knut Nyblom       | Vasateatern                |
| 1924 | Bianca                          | Othello William Shakespeare                                     | Olof Molander     | Dramaten                   |
| 1924 | Ginevra                         | Vendetta Sem Benelli                                            | Gunnar Klintberg  | Svenska teatern, Stockholm |
| 1925 | Hélène de Preville              | Skuggan Dario Nicodemi                                          | Nils Johannisson  | Svenska teatern, Stockholm |
| 1925 | Alvilde                         | Det stora barndopet Oskar Braaten                               | Pauline Brunius   | Vasateatern                |
| 1926 | Styvmodern                      | Svanevit August Strindberg                                      | Gunnar Klintberg  | Vasateatern                |
| 1926 |                                 | Damen utan slöja August Neidhart, Lothar Sachs och Byjacco      | Oskar Textorius   | Södra Teatern              |
| 1926 | Margaret Flaherty               | Hjälten på den gröna ön John Millington Synge                   | Per Lindberg      | Komediteatern              |
| 1926 | Anna                            | Värmlänningarna Fredrik August Dahlgren                         | Gustaf Linden     | Skansenteatern             |
| 1927 | Sonja                           | Sonja Herbert Grevenius                                         |                   | Dramaten                   |
| 1928 | Margareta                       | Faust Johann Wolfgang von Goethe                                | Olof Molander     | Dramaten                   |
| 1928 |                                 | Hoppla, vi lever! Ernst Toller                                  | Per Lindberg      | Dramaten                   |
| 1929 | Jacqueline                      | Nyss utkommen! Édouard Bourdet                                  | Gustaf Linden     | Dramaten                   |
| 1930 | Germaine                        | Herr Lamberthier Louis Verneuil                                 |                   | Dramaten                   |
| 1930 | Fru Markurell                   | Markurells i Wadköping Hjalmar Bergman                          | Alf Sjöberg       | Dramaten                   |
| 1930 | Bianca Credaro                  | Ungkarlspappan Edward Childs Carpenter                          | Olof Molander     | Dramaten                   |
| 1931 | Anna Armas                      | Jag har varit en tjuv! Sigfrid Siwertz                          | Olof Molander     | Dramaten                   |
| 1931 | Amanda, kommunikationsminister  | Karusellen George Bernard Shaw                                  | Gustaf Linden     | Dramaten                   |
| 1931 | Acacia                          | Mors rival Jacinto Benavente                                    |                   | Dramaten                   |
| 1931 | Mrs Bardell                     | Pickwick-klubben František Langer efter Charles Dickens         | Olof Molander     | Dramaten                   |
| 1932 | Anna Andrejevna                 | Revisorn Nikolaj Gogol                                          | Alf Sjöberg       | Dramaten                   |
| 1932 | Zeba Andra städerskan           | Guds gröna ängar Marc Connelly                                  | Olof Molander     | Dramaten                   |
| 1932 | Fru Hanna Roberts               | Över förmåga Björnstjerne Björnson                              | Alf Sjöberg       | Dramaten                   |
| 1933 | Fru Wolff                       | Bäverpälsen Gerhart Hauptmann                                   | Olof Molander     | Dramaten                   |
| 1933 | Lavinia                         | Klaga månde Elektra Eugene O'Neill                              | Olof Molander     | Dramaten                   |
| 1934 | Suzanne Simpkins                | För sant att vara bra George Bernard Shaw                       | Rune Carlsten     | Dramaten                   |
| 1934 | Baronessan de Champigny         | Den italienska halmhatten Eugene Labiche                        | Olof Molander     | Dramaten                   |
| 1934 | Agata Renni                     | Anständighetens vällust Luigi Pirandello                        | Anders de Wahl    | Dramaten                   |
| 1935 | Lily Miller                     | Ljuva ungdomstid Eugene O'Neill                                 | Rune Carlsten     | Dramaten                   |
| 1935 | Hertiginnan de Maulévrier       | Den gröna fracken Robert de Flers och Gaston Arman de Caillavet | Rune Carlsten     | Dramaten                   |
| 1936 | Caroline                        | Kokosnöten Marcel Achard                                        | Rune Carlsten     | Dramaten                   |
| 1936 | Donna Angela                    | Spökdamen Calderon de la Barca                                  | Olof Molander     | Dramaten                   |
| 1936 | Damen                           | Till Damaskus I August Strindberg                               | Olof Molander     | Dramaten                   |
| 1937 | Asta Klement                    | Skönhet Sigfrid Siwertz                                         | Alf Sjöberg       | Dramaten                   |
| 1937 | Kvinnan                         | Vår ära och vår makt Nordahl Grieg                              | Alf Sjöberg       | Dramaten                   |
| 1937 | Fru Milsom                      | En sån dag! Dodie Smith                                         | Rune Carlsten     | Dramaten                   |
| 1938 | Ann Whitman Murray              | Älskling, jag ger mig… Mark Reed                                | Olof Molander     | Dramaten                   |
| 1938 | Mary Haines                     | Kvinnorna Clare Boothe Luce                                     | Rune Carlsten     | Dramaten                   |
| 1939 | Irène                           | Mitt i Europa Robert E. Sherwood                                | Rune Carlsten     | Dramaten                   |
| 1939 | Gabrielle Langevin, lärarinna   | Nederlaget Nordahl Grieg                                        | Svend Gade        | Dramaten                   |
| 1939 | Cynthia Randolph                | Guldbröllop Dodie Smith                                         | Carlo Keil-Möller | Dramaten                   |
| 1939 | Katrina                         | Kejsaren av Portugallien Selma Lagerlöf                         | Rune Carlsten     | Dramaten                   |
| 1940 | Ann-Marie                       | Medelålders herre Sigfrid Siwertz                               | Rune Carlsten     | Dramaten                   |
| 1940 | Penelope Sycamore               | Koppla av Moss Hart                                             | Carlo Keil-Möller | Dramaten                   |
| 1940 | Christine Holm                  | Den lilla hovkonserten Toni Impekoven och Paul Verhoeven        | Rune Carlsten     | Dramaten                   |
| 1941 | Fanny Leeming                   | Gudarna le A.J. Cronin                                          | Carlo Keil-Möller | Dramaten                   |
| 1942 | Mumien, Överstens hustru        | Spöksonaten August Strindberg                                   | Olof Molander     | Dramaten                   |
| 1942 | Julia Koerner                   | Swedenhielms Hjalmar Bergman                                    | Carlo Keil-Möller | Dramaten                   |
| 1942 | Annabelle Fuller                | Ut till fåglarna George S. Kaufman och Moss Hart                | Alf Sjöberg       | Dramaten                   |
| 1944 | Modern                          | Blodsbröllop Federico García Lorca                              | Alf Sjöberg       | Dramaten                   |
| 1948 | Amy, änka efter lord Monchensey | Släktmötet T.S. Eliot                                           | Alf Sjöberg       | Dramaten                   |
| 1949 |                                 | Den starkare August Strindberg                                  | Alf Sjöberg       | Dramaten                   |

## Rollfoton

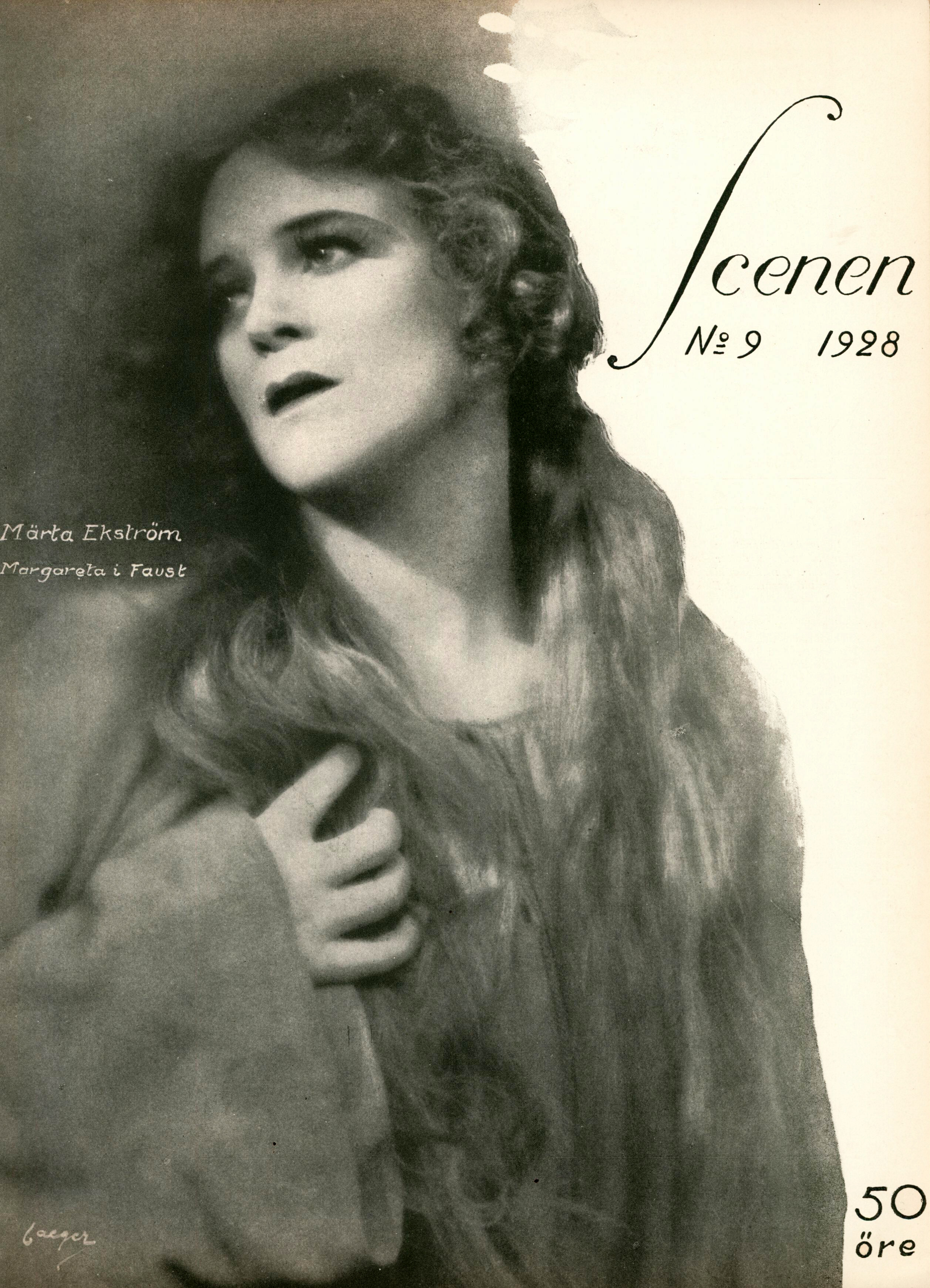
Som Margareta i operan Faust. Foto på omslaget till Scenen 1928.

### Fotnoter
1. ↑   Sveriges dödbok 1901–2009 Swedish death index 1901–2009 (Version 5.0). Solna: Sveriges Släktforskarförbund. 2010. Libris 11931231
2. 1 2  Svensk uppslagsbok, Malmö 1931
3. ↑  Gravar.se
4. ↑  ”Teater och Musik”. Dagens Nyheter. 28 augusti 1924. http://arkivet.dn.se/arkivet/tidning/1924-08-28/234/7. Läst 27 juli 2015.
5. ↑  Från Stockholms teatrar, sid 424 i Ord och Bild: illustrerad månadsskrift (1925)
6. ↑  ”Det stora barndopet”. Musikverket. http://calmview.musikverk.se/CalmView/Record.aspx?src=CalmView.Performance&id=PERF22441&pos=318. Läst 11 juli 2015.
7. ↑  Bo Bergman (7 januari 1926). ”'Svanevit' på Vasateatern”. Dagens Nyheter:  s. 4. http://arkivet.dn.se/arkivet/tidning/1926-01-07/5/4. Läst 29 augusti 2015.
8. ↑  Bo Bergman (14 mars 1926). ”Damen utan slöja”. Dagens Nyheter:  s. 8. http://arkivet.dn.se/arkivet/tidning/1926-03-14/71/10. Läst 24 januari 2016.
9. ↑  ”Teater och Musik”. Dagens Nyheter:  s. 10. 12 november 1926. http://arkivet.dn.se/arkivet/tidning/1926-11-12/308/10. Läst 2 augusti 2015.
10. ↑  Bo Bergman (2 september 1937). ”'En så'n dag' på Dramaten”. Dagens Nyheter:  s. 1. http://arkivet.dn.se/arkivet/tidning/1937-09-02/237/1. Läst 8 januari 2016.
11. ↑  Bo Bergman (2 september 1938). ”'Kvinnorna' Premiär på Dramatiska teatern”. Dagens Nyheter:  s. 1. http://arkivet.dn.se/arkivet/tidning/1938-09-02/237/1. Läst 13 januari 2016.